# Ivo Andrić
Ivo Andrić (Dolac, municipio de Travnik, Bosnia, Austria-Hungría, 9 de octubre de 1892 - Belgrado, RFS de Yugoslavia, 13 de marzo de 1975) fue un escritor yugoslavo que ganó el Premio Nobel de Literatura en 1961. Sus escritos tratan principalmente de la vida en su Bosnia natal bajo el dominio otomano.
Andrić, nacido en Travnik, en la Bosnia ocupada por Austria, asistió a la escuela secundaria en Sarajevo, donde se convirtió en miembro activo de varias organizaciones nacionales de jóvenes eslavos meridionales. Tras el asesinato del archiduque Francisco Fernando en junio de 1914, Andrić fue arrestado y encarcelado por la policía austrohúngara, que sospechaba su participación en el complot. Como las autoridades no pudieron presentar un caso sólido contra él, pasó gran parte de la guerra bajo arresto domiciliario, y fue liberado luego de una amnistía general para tales casos en julio de 1917. Después de la guerra, estudió historia y literatura eslavos del sur en universidades en Zagreb y Graz, finalmente obtuvo su doctorado en Graz en 1924. Trabajó en el servicio diplomático del Reino de Yugoslavia desde 1920–1923 y nuevamente desde 1924–1941. En 1939, se convirtió en embajador de Yugoslavia en la Alemania nazi, pero su mandato terminó en abril de 1941 con la invasión de su país dirigida por los alemanes. Poco después de la invasión, Andrić regresó a Belgrado ocupada por los alemanes. Vivió tranquilamente en el apartamento de un amigo durante la Segunda Guerra Mundial, en condiciones comparadas por algunos biógrafos con arresto domiciliario, y escribió algunas de sus obras más importantes, incluida Na Drini ćuprija (Un puente sobre el Drina).
Después de la guerra, Andrić fue nombrado para varios puestos ceremoniales en Yugoslavia, que habían estado bajo el dominio comunista al final de la guerra. En 1961, el Comité Nobel le otorgó el Premio Nobel de Literatura y lo seleccionó entre escritores como J. R. R. Tolkien, Robert Frost, John Steinbeck y E.M. Forster. El Comité citó "la fuerza épica con la que... trazó temas y describió destinos humanos extraídos de la historia de su país". Posteriormente, las obras de Andrić encontraron una audiencia internacional y fueron traducidas a varios idiomas. En los años siguientes, recibió varios premios en su país natal. La salud de Andrić disminuyó sustancialmente a fines de 1974 y murió en Belgrado el siguiente mes de marzo.
En los años posteriores a la muerte de Andrić, el apartamento de Belgrado, donde pasó gran parte de la Segunda Guerra Mundial, se convirtió en un museo y se nombró una esquina cercana en su honor. En otras ciudades de la antigua Yugoslavia también hay calles que llevan su nombre. En 2012, el cineasta Emir Kusturica comenzó la construcción de una etno-ciudad en el este de Bosnia que lleva el nombre de Andrićgrad. Como el único escritor ganador del Premio Nobel de Yugoslavia, Andrić fue bien conocido y respetado en su país natal durante su vida. Andrić era serbobosnio, por lo que en Bosnia y Herzegovina, a partir de la década de 1950 y después de la ruptura de Yugoslavia, los críticos literarios bosníacos despreciaron sus obras por su supuesto sesgo antimusulmán. También en Croacia sus obras fueron rechazadas durante mucho tiempo por razones nacionalistas, e incluso se incluyeron brevemente en una lista negra después de la disolución de Yugoslavia, pero fueron rehabilitadas por la comunidad literaria a principios del siglo XXI. Es muy apreciado en Serbia por sus contribuciones a la literatura serbia.

## Primeros años

### Familia e infancia

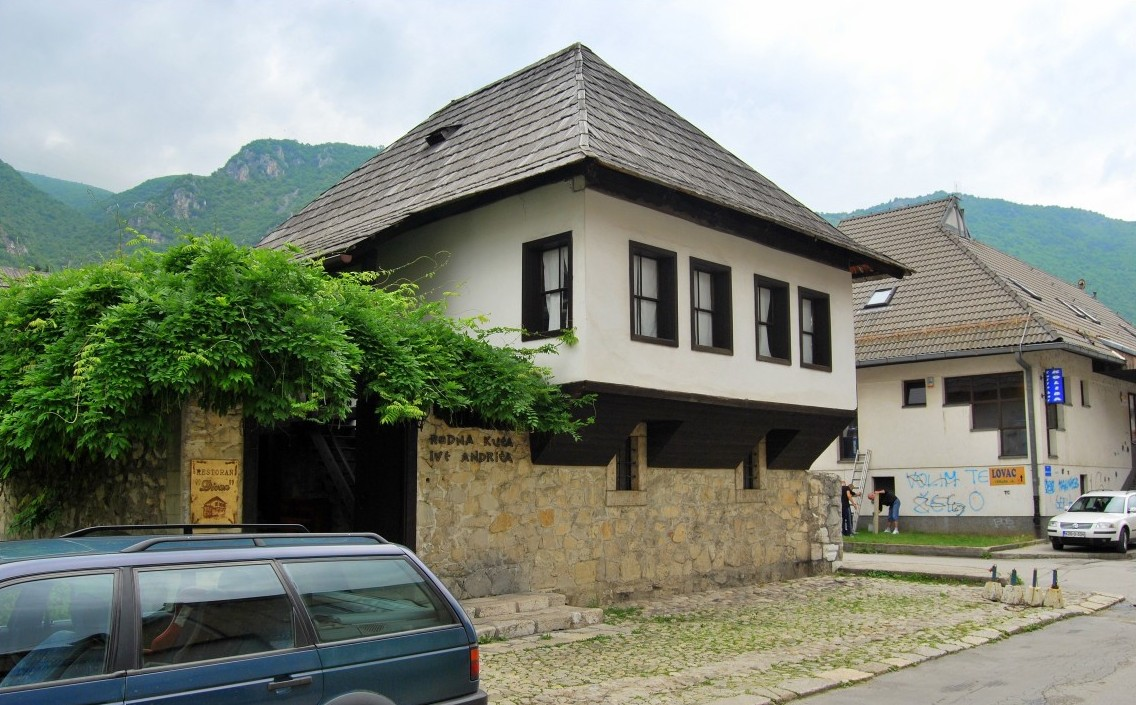
Casa en la que nació Andrić en Travnik.

Ivan Andrić nació en el pueblo de Dolac, cerca de Travnik, el 9 de octubre de 1892, mientras que su madre, Katarina (apellido de soltera Pejić), estaba en la ciudad visitando a familiares. Los padres de Andrić eran ambos croatas católicos y él fue hijo único. Su padre, Antun, era un platero luchador que recurrió a trabajar como conserje de una escuela en Sarajevo, donde vivía con su esposa y su hijo pequeño. A la edad de 32 años, Antun murió de tuberculosis, como la mayoría de sus hermanos. Andrić tenía solo dos años en ese momento. Viuda y sin recursos económicos, la madre de Andrić lo llevó a Višegrad y lo puso al cuidado de su cuñada Ana y su cuñado Ivan Matković, un oficial de policía. La pareja era económicamente estable pero sin hijos, por lo que acordaron cuidar al bebé y lo criaron como si fuera suyo. Mientras tanto, la madre de Andrić regresó a Sarajevo en busca de empleo.
Andrić se crio en un país que había cambiado poco desde el período otomano a pesar de formar parte de Austria-Hungría en el Congreso de Berlín en 1878. La cultura oriental y occidental se mezclaba en Bosnia en mayor medida que en cualquier otro lugar de la península balcánica. Habiendo vivido allí desde una edad temprana, Andrić vino a apreciar a Višegrad, llamándolo "mi verdadero hogar". Aunque era una pequeña ciudad provincial (o kasaba), Višegrad demostró ser una fuente de inspiración perdurable. Era una ciudad multiétnica y multiconfesional, los grupos predominantes eran serbios y musulmanes bosnios (bosníacos). Desde temprana edad, Andrić observó de cerca las costumbres de la gente local. Estas costumbres, y las particularidades de la vida en Bosnia oriental, se detallarán más adelante en sus obras. Andrić hizo sus primeros amigos en Višegrad, jugando con ellos a lo largo del río Drina y el famoso puente Mehmed Paša Sokolović de la ciudad.

### Educación primaria y secundaria
A los seis años, Andrić comenzó la escuela primaria. Más tarde relató que estos fueron los días más felices de su vida. A la edad de diez años, recibió una beca de tres años de un grupo cultural croata llamado Napredak («Progreso») para estudiar en Sarajevo. En el otoño de 1902, fue inscrito en el Gran Instituto de Sarajevo (en serbocroata: Velika Sarajevska gimnazija), la escuela secundaria más antigua de Bosnia. Mientras estaba en Sarajevo, Andrić vivió con su madre, que trabajaba en una fábrica de alfombras. En ese momento, la ciudad estaba llena de funcionarios de todas partes de Austria-Hungría, y por lo tanto, se podían escuchar muchos idiomas en sus restaurantes, cafés y en sus calles. Culturalmente, la ciudad contaba con un fuerte elemento germánico, y el plan de estudios en las instituciones educativas fue diseñado para reflejar esto. De un total de 83 maestros que trabajaron en la escuela de Andrić durante un período de veinte años, solo tres eran nativos de Bosnia y Herzegovina. "El programa de enseñanza", señala la biógrafo Celia Hawkesworth, "estaba dedicado a producir partidarios dedicados de la Monarquía [de los Habsburgo]". Andrić desaprobó esto. "Todo lo que vino... en la escuela secundaria y en la universidad", escribió, "fue rudo, burdo, automático, sin preocupación, fe, humanidad, calidez o amor".
Andrić experimentó dificultades en sus estudios, encontrando las matemáticas particularmente difíciles, y tuvo que repetir el sexto grado. Por un tiempo, perdió su beca debido a las bajas calificaciones. Hawkesworth atribuye la falta inicial de éxito académico de Andrić al menos en parte a su alejamiento de la mayoría de sus maestros. No obstante, sobresalió en idiomas, particularmente latín, griego y alemán. Aunque inicialmente mostró un interés sustancial en las ciencias naturales, más tarde comenzó a centrarse en la literatura, probablemente bajo la influencia de sus dos instructores croatas, el escritor y político Đuro Šurmin y el poeta Tugomir Alaupović. De todos sus maestros en Sarajevo, a Andrić le gustaba más Alaupović, y los dos se hicieron amigos de por vida.
Andrić sintió que estaba destinado a convertirse en escritor. Comenzó a escribir en la escuela secundaria, pero recibió poco aliento de su madre. Recordó que cuando le mostró una de sus primeras obras, ella respondió: "¿Escribiste esto? ¿Por qué hiciste eso?". Andrić publicó sus primeros dos poemas en 1911 en una revista llamada Bosanska vila («Hada bosnia»), que promovía la unidad serbo-croata. En ese momento, todavía era un estudiante de secundaria. Antes de la Primera Guerra Mundial, sus poemas, ensayos, reseñas y traducciones aparecieron en revistas como Vihor («Torbellino»), Savremenik («El contemporáneo»), Hrvatski pokret («Movimiento croata») y Književne novine («Noticiario literario»). Una de las formas literarias favoritas de Andrić era la prosa reflexiva lírica, y muchos de sus ensayos y piezas más cortas son poemas en prosa. El historiador Wayne S. Vucinich describe la poesía de Andrić de este período como "subjetiva y mayormente melancólica". Las traducciones de Andrić de August Strindberg, Walt Whitman y varios autores eslovenos también aparecieron en esta época.

### Activismo estudiantil
En 1908, Austria-Hungría se anexionó Bosnia y Herzegovina oficialmente, para disgusto de los nacionalistas eslavos del sur como Andrić. A finales de 1911, Andrić fue elegido primer presidente del Movimiento Progresista Serbocroata (en serbocroata: Srpsko-Hrvatska Napredna Organizacija; SHNO), una sociedad secreta con sede en Sarajevo que promovió la unidad y la amistad entre la juventud serbia y croata y se opuso a la Ocupación austrohúngara. Sus miembros fueron criticados vehementemente por los nacionalistas serbios y croatas, quienes los rechazaron como "traidores a sus naciones". Sin inmutarse, Andrić continuó agitándose contra los austrohúngaros. El 28 de febrero de 1912, habló ante una multitud de 100 manifestantes estudiantiles en la estación de tren de Sarajevo, instándolos a continuar con sus manifestaciones. La policía austro-húngara más tarde comenzó a hostigar y procesar a los miembros de SHNO. Diez fueron expulsados de sus escuelas o penalizados de alguna otra manera, aunque el propio Andrić escapó al castigo. Andrić también se unió al movimiento estudiantil eslavo del sur conocido como Joven Bosnia, convirtiéndose en uno de sus miembros más destacados.
En 1912, Andrić se inscribió en la Universidad de Zagreb y recibió una beca de una fundación educativa en Sarajevo. Se inscribió en el departamento de matemáticas y ciencias naturales porque eran los únicos campos para los cuales se ofrecían becas, pero pudo tomar algunos cursos de literatura croata. Andrić fue bien recibido por los nacionalistas eslavos del sur allí y participó regularmente en manifestaciones en el campus. Esto lo llevó a ser reprendido por la universidad. En 1913, después de completar dos semestres en Zagreb, Andrić se trasladó a la Universidad de Viena, donde reanudó sus estudios. Mientras estuvo en Viena, se unió a los estudiantes eslavos del sur para promover la causa de la unidad yugoslava y trabajó estrechamente con dos sociedades estudiantiles yugoslavas, la sociedad cultural serbia Zora («Amanecer») y el club estudiantil croata Zvonimir, que compartió sus puntos de vista sobre el "yugoslavismo integral" (la eventual asimilación de todas las culturas eslavas del sur en una sola).
A pesar de encontrar estudiantes de ideas afines en Viena, el clima de la ciudad afectó la salud de Andrić. Contrajo tuberculosis y enfermó gravemente, luego pidió salir de Viena por motivos médicos y continuar sus estudios en otro lugar, aunque Hawkesworth cree que en realidad participó en una protesta de estudiantes eslavos del sur que boicoteaban universidades de habla alemana y trasladarse a las eslavas. Durante un tiempo, Andrić consideró mudarse a una escuela en Rusia, pero finalmente decidió completar su cuarto semestre en la Universidad Jaguelónica de Cracovia. Se trasladó a principios de 1914 y continuó publicando traducciones, poemas y reseñas.

## Primera Guerra Mundial
El 28 de junio de 1914, Andrić se enteró del asesinato del archiduque Francisco Fernando en Sarajevo. El asesino fue Gavrilo Princip, miembro de la Joven Bosnia y amigo íntimo de Andrić, quien fue uno de los primeros en unirse a la SHNO en 1911. Al enterarse de la noticia, Andrić decidió abandonar Cracovia y regresar a Bosnia. Viajó en tren a Zagreb y, a mediados de julio, partió hacia la ciudad costera de Split con su amigo, el poeta y su compatriota nacionalista eslavo del sur, Vladimir Čerina. Andrić y Čerina pasaron el resto de julio en la casa de verano de este. A medida que avanzaba el mes, los dos se sintieron cada vez más incómodos ante la escalada de la crisis política que siguió al asesinato del archiduque y que finalmente condujo al estallido de la Primera Guerra Mundial. Luego fueron a Rijeka, donde Čerina dejó a Andrić sin explicación, solo diciendo que necesitaba urgentemente ir a Italia. Varios días después, Andrić se enteró de que la policía estaba buscando a Čerina.
Cuando se declaró la guerra, Andrić había regresado a Split sintiéndose agotado y enfermo. Dado que la mayoría de sus amigos ya habían sido arrestados por actividades nacionalistas, estaba seguro de que le ocurriría la misma suerte. A pesar de no estar involucrado en el complot de asesinato, a fines de julio o principios de agosto, Andrić fue arrestado por "actividades antiestatales" y encarcelado en Split. Posteriormente fue trasladado a una prisión en Šibenik, luego a Rijeka y finalmente a Maribor, donde llegó el 19 de agosto. Plagado de tuberculosis, Andrić pasó el tiempo leyendo, hablando con sus compañeros de celda y aprendiendo idiomas.
Al año siguiente, el caso contra Andrić se abandonó por falta de pruebas, y fue liberado de la prisión el 20 de marzo de 1915. Las autoridades lo exiliaron a la aldea de Ovčarevo, cerca de Travnik. Llegó allí el 22 de marzo y fue puesto bajo la supervisión de frailes franciscanos locales. Andrić pronto se hizo amigo del fraile Alojzije Perčinlić y comenzó a investigar la historia de las comunidades cristianas católicas y ortodoxas de Bosnia bajo el dominio otomano. Andrić vivía en la sede de la parroquia, y los franciscanos le dieron acceso a las crónicas del monasterio. A cambio, ayudó al párroco y enseñó canciones religiosas a los alumnos de la escuela del monasterio. La madre de Andrić pronto fue a visitarlo y se ofreció a servir como ama de llaves del párroco. "Madre está muy feliz", escribió Andrić. "Han pasado tres años desde que me vio. Y ella no puede comprender todo lo que me ha sucedido en ese momento, ni toda mi loca y maldita existencia. Llora, me besa y se ríe a su vez. Como una madre".
Andrić fue trasladado posteriormente a una prisión en Zenica, donde Perčinlić lo visitaba regularmente. El ejército austrohúngaro declaró a Andrić una amenaza política en marzo de 1917 y lo eximió del servicio armado. Por lo tanto, fue registrado en una unidad de no combate hasta febrero del año siguiente. El 2 de julio de 1917, el emperador Carlos declaró una amnistía general para todos los presos políticos de Austria-Hungría. Restaurada su libertad de movimiento, Andrić visitó Višegrad y se reunió con varios de sus amigos de la escuela. Permaneció en Višegrad hasta finales de julio, cuando fue movilizado. Debido a su mala salud, Andrić fue ingresado en un hospital de Sarajevo y, por lo tanto, evitó el servicio. Luego fue trasladado al Hospital de la Reserva en Zenica, donde recibió tratamiento durante varios meses antes de continuar a Zagreb. Allí, Andrić volvió a caer gravemente enfermo y buscó tratamiento en el hospital de las Hermanas de la Misericordia, que se había convertido en un lugar de reunión para disidentes y ex presos políticos.
En enero de 1918, Andrić se unió a varios nacionalistas eslavos del sur en la edición de un periódico panyugoslavo de corta duración llamado Književni jug («Sur literario»). Aquí y en otras publicaciones periódicas, Andrić publicó reseñas de libros, obras de teatro, versos y traducciones. A lo largo de varios meses, a principios de 1918, la salud de Andrić comenzó a deteriorarse, y sus amigos creían que se estaba acercando a la muerte. Sin embargo, se recuperó y pasó la primavera de 1918 en Krapina escribiendo Ex ponto, un libro de poesía en prosa que se publicó en julio. Fue su primer libro.

## Periodo de entreguerras
El final de la Primera Guerra Mundial vio la desintegración de Austria-Hungría, que fue reemplazada por un estado de Eslavos del Sur recientemente establecido, el Reino de los Serbios, Croatas y Eslovenos (que pasó a llamarse Yugoslavia en 1929). A fines de 1918, Andrić volvió a inscribirse en la Universidad de Zagreb y reanudó sus estudios. En enero de 1919, volvió a caer enfermo y regresó al hospital. Su compañero escritor Ivo Vojnović se preocupó por la vida de su amigo y apeló al antiguo maestro de escuela de Andrić, Tugomir Alaupović (que acababa de ser nombrado Ministro de Asuntos Religiosos del nuevo reino) para usar sus conexiones y ayudar a Andrić a pagar el tratamiento en el extranjero. En febrero, Andrić escribió a Alaupović y pidió ayuda para encontrar un puesto en el gobierno en Belgrado. Finalmente, Andrić optó por buscar tratamiento en Split, donde permaneció durante los siguientes seis meses. Durante su estancia en la costa mediterránea, Andrić completó un segundo volumen de poesía en prosa, titulado Nemiri («Disturbios»), que se publicó al año siguiente. Para cuando Andrić se fue, se había recuperado casi por completo y dijo que estaba curado por "el aire, sol e higos". Preocupado por las noticias de que su tío estaba gravemente enfermo, Andrić abandonó Split en agosto y fue a verlo a Višegrad. Regresó a Zagreb dos semanas después.

### Carrera diplomática

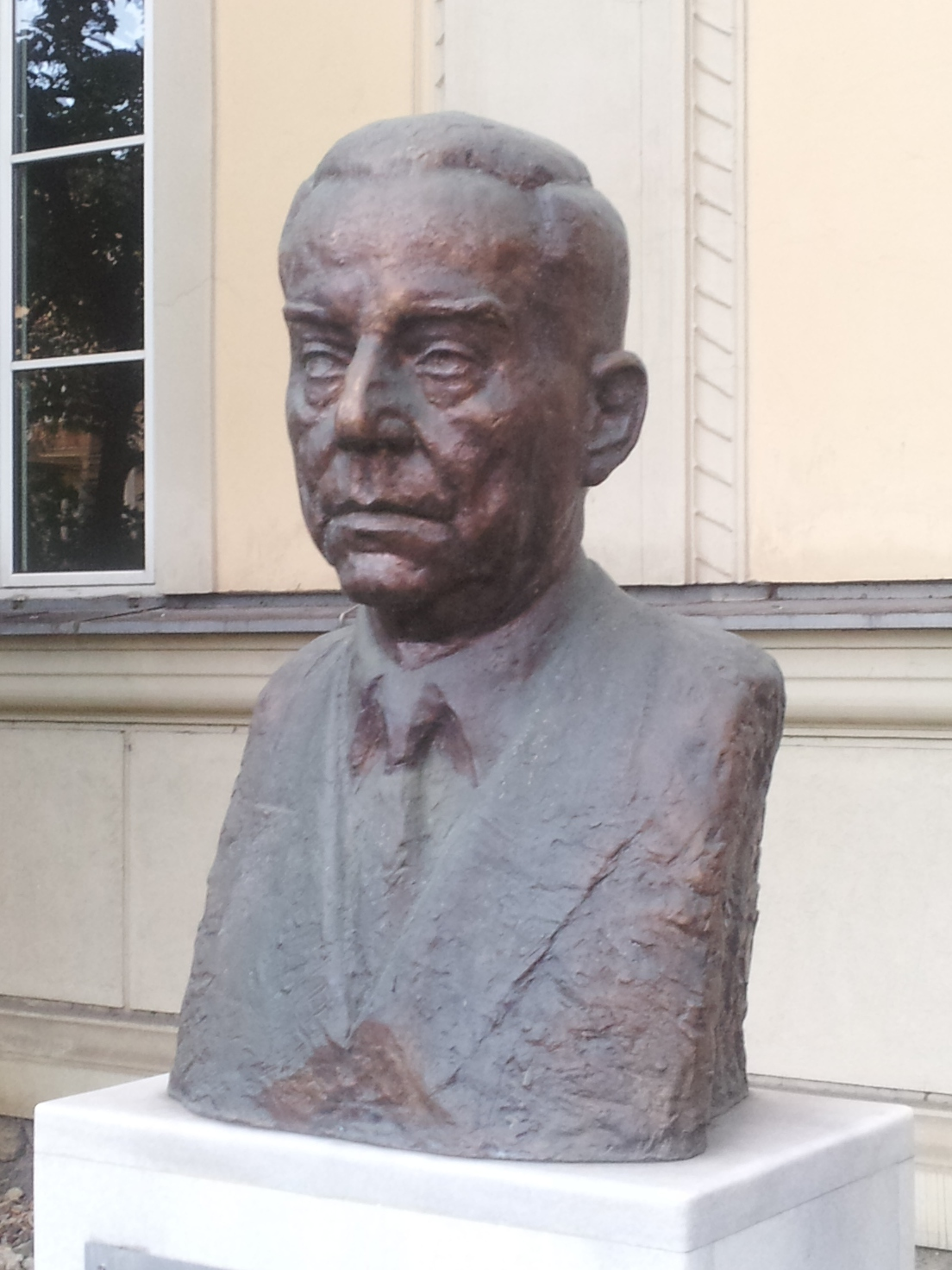
Busto de Andrić en Graz, Austria.

Inmediatamente después de la guerra, la tendencia de Andrić a identificarse con el nacionalismo serbio se hizo cada vez más evidente. En una correspondencia fechada en diciembre de 1918, Vojnović describió al joven escritor como "un católico... un serbio de Bosnia". En 1919, Andrić había adquirido su licenciatura en historia y literatura eslavas del sur en la Universidad de Zagreb. Siempre estuvo empobrecido y ganó una suma escasa a través de su trabajo editorial y de redacción. A mediados de 1919, se dio cuenta de que sería incapaz de mantenerse financieramente él, su anciana madre, su tía y su tío durante mucho más tiempo, y sus llamamientos a Alaupović por la ayuda para conseguir un puesto en el gobierno se hicieron más frecuentes. En septiembre de 1919, Alaupović le ofreció un puesto de secretario en el Ministerio de Religión, que Andrić aceptó.
A finales de octubre, Andrić partió para Belgrado. Se involucró en los círculos literarios de la ciudad y pronto adquirió la distinción de ser uno de los escritores jóvenes más populares de la capital. Aunque la prensa de Belgrado escribió algo positivo sobre él, a Andrić no le gustaba ser una figura pública, y se retiró y se distanció de sus colegas escritores. Al mismo tiempo, creció insatisfecho con su trabajo en el gobierno y escribió a Alaupović solicitando una transferencia al Ministerio de Asuntos Exteriores. El 20 de febrero, la solicitud de Andrić fue aceptada y fue asignado a la misión del Ministerio de Relaciones Exteriores ante la Santa Sede.
Andrić se fue de Belgrado poco después y se presentó al servicio a fines de febrero. En este momento, publicó su primer cuento, Put Alije Đerzeleza («El viaje de Alija Đerzelez»). Se quejó de que el consulado no tenía suficiente personal y que no tenía tiempo suficiente para escribir. Toda la evidencia sugiere que tuvo un gran disgusto por la ceremonia y la pompa que acompañaron su trabajo en el servicio diplomático, pero según Hawkesworth, lo soportó con "buena gracia digna". Alrededor de este tiempo, comenzó a escribir en el dialecto ekavio usado en Serbia, y dejó de escribir en el dialecto de ijekavio usado en su Bosnia natal. Andrić pronto solicitó otra asignación, y en noviembre, fue trasladado a Bucarest. Una vez más, su salud se deterioró. Sin embargo, Andrić encontró que sus deberes consulares allí no requerían mucho esfuerzo, por lo que se centró en escribir, contribuyó con artículos a un diario rumano e incluso tuvo tiempo de visitar a su familia en Bosnia. En 1922, Andrić solicitó otra reasignación. Fue trasladado al consulado en Trieste, donde llegó el 9 de diciembre. El clima húmedo de la ciudad solo hizo que la salud de Andrić se deteriorara aún más, y por consejo de su médico, se trasladó a Graz en enero de 1923. Llegó a la ciudad el 23 de enero y fue nombrado vicecónsul. Andrić pronto se matriculó en la Universidad de Graz, reanudó sus estudios y comenzó a trabajar en su tesis doctoral en estudios eslavos.

### Progreso profesional

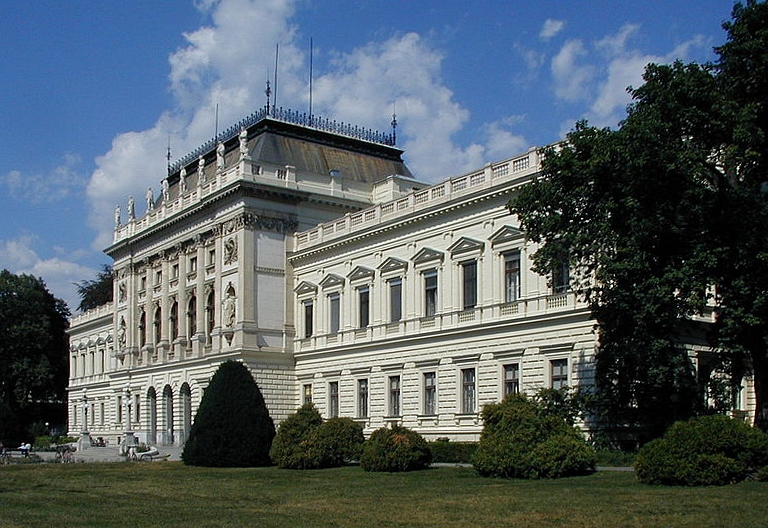
Andrić completó su tesis doctoral en la Universidad de Graz.

En agosto de 1923, Andrić experimentó un revés inesperado en su carrera. Se aprobó una ley que estipula que todos los funcionarios públicos deben tener un doctorado. Como Andrić no había completado su disertación, se le informó que su empleo terminaría. Los amigos bien conectados de Andrić también intervinieron en su nombre y apelaron al ministro de Relaciones Exteriores, Momčilo Ninčić, citando las habilidades diplomáticas y lingüísticas de Andrić. En febrero de 1924, el Ministerio de Relaciones Exteriores decidió retener a Andrić como trabajador diurno con el salario de un vicecónsul. Esto le dio la oportunidad de completar su doctorado. Tres meses después, el 24 de mayo, Andrić presentó su disertación a un comité de examinadores de la Universidad de Graz, que lo aprobó. Esto le permitió a Andrić tomar los exámenes necesarios para que su doctorado fuera confirmado. Aprobó ambos exámenes y el 13 de julio recibió su título. El comité de examinadores recomendó que se publicara la disertación de Andrić. Andrić eligió el título Die Entwicklung des geistigen Lebens en Bosnien unter der Einwirkung der türkischen Herrschaft («El desarrollo de la vida espiritual en Bosnia bajo la influencia de la Ley turca»). En él, caracterizó la ocupación otomana como un yugo que aún se alzaba sobre Bosnia. "El efecto del dominio turco fue absolutamente negativo", escribió. "Los turcos no pueden aportar contenido cultural o sentido de misión superior, incluso a aquellos eslavos del sur que aceptaron el Islam".
Varios días después de recibir su doctorado, Andrić escribió al Ministro de Relaciones Exteriores solicitando su reincorporación y presentó una copia de su disertación, documentos universitarios y una certificación médica que lo consideraba de buena salud. En septiembre, el Ministerio de Relaciones Exteriores concedió su petición. Andrić permaneció en Graz hasta el 31 de octubre, cuando fue asignado a la sede del Ministerio de Relaciones Exteriores de Belgrado. Durante los dos años que estuvo en Belgrado, Andrić pasó gran parte de su tiempo escribiendo. Su primera colección de cuentos fue publicada en 1924, y recibió un premio de la Real Academia de Serbia (de la cual se convirtió en miembro de pleno derecho en febrero de 1926). En octubre de 1926, fue asignado al consulado en Marsella y nuevamente nombrado vicecónsul. El 9 de diciembre de 1926, fue trasladado a la embajada yugoslava en París. La época de Andrić en Francia estuvo marcada por el aumento de la soledad y el aislamiento. Su tío había muerto en 1924, su madre al año siguiente, y al llegar a Francia, se le informó que su tía también había muerto. "Aparte de los contactos oficiales", escribió a Alaupović, "no tengo ninguna compañía". Andrić pasó gran parte de su tiempo en los archivos de París estudiando detenidamente los informes del consulado francés en Travnik entre 1809 y 1814, material que usaría en Travnička hronika («Crónica de Travnik»), una de sus futuras novelas.
En abril de 1928, Andrić fue enviado a Madrid como vicecónsul. Mientras estuvo allí, escribió ensayos sobre Simón Bolívar y Francisco de Goya, y comenzó a trabajar en la novela Prokleta avlija («El lugar maldito»). En junio de 1929, fue nombrado secretario de la legación yugoslava de Bélgica y Luxemburgo en Bruselas. El 1 de enero de 1930, fue enviado a Suiza como parte de la delegación permanente de Yugoslavia a la Sociedad de Naciones en Ginebra, y fue nombrado delegado adjunto el año siguiente. En 1933, Andrić regresó a Belgrado; dos años después, fue nombrado jefe del departamento político del Ministerio de Relaciones Exteriores. El 5 de noviembre de 1937, Andrić se convirtió en asistente de Milan Stojadinović, primer ministro y ministro de Relaciones Exteriores de Yugoslavia. Ese año, Francia lo condecoró con la Orden del Gran Oficial de la Legión de Honor.

## Segunda Guerra Mundial
Andrić fue nombrado embajador de Yugoslavia en Alemania a finales de marzo o principios de abril de 1939. Este nombramiento, escribe Hawkesworth, demuestra que era muy apreciado por el liderazgo de su país. El rey Alejandro I de Yugoslavia había sido asesinado en Marsella en 1934. Fue sucedido por su hijo Pedro, de diez años, y se estableció un consejo de regencia dirigido por el tío de Pedro, Pablo, para que gobernara en su lugar hasta que cumpliera 18 años. El gobierno de Pablo estableció vínculos económicos y políticos más estrechos con Alemania. En marzo de 1941, Yugoslavia firmó el Pacto Tripartito, prometiendo apoyo para Alemania e Italia. Aunque las negociaciones se habían producido a espaldas de Andrić, en su calidad de embajador se vio obligado a asistir a la firma del documento en Berlín. Andrić había recibido instrucciones previamente para retrasar el acuerdo con las demandas de las potencias del Eje durante el mayor tiempo posible. Fue muy crítico con la medida, y el 17 de marzo, escribió al Ministerio de Relaciones Exteriores pidiéndole que lo relevara de sus obligaciones. Diez días después, un grupo de oficiales prooccidentales de la Real Fuerza Aérea de Yugoslavia derrocó a la regencia y proclamó a Pedro como monarca. Esto llevó a una ruptura en las relaciones con Alemania y llevó a Adolf Hitler a ordenar la invasión de Yugoslavia. Dadas estas circunstancias, la posición de Andrić era extremadamente difícil. Sin embargo, utilizó la poca influencia que tenía e intentó, sin éxito, ayudar a los prisioneros polacos tras la invasión alemana de Polonia en septiembre de 1939.
Antes de la invasión de su país, los alemanes habían ofrecido a Andrić la oportunidad de evacuar a Suiza neutral. Se negó con base en que a su personal no se le permitiría ir con él. El 6 de abril de 1941, los alemanes y sus aliados invadieron Yugoslavia. El país capituló el 17 de abril y posteriormente se dividió entre las potencias del Eje. A principios de junio, Andrić y su personal fueron devueltos a Belgrado, ocupada por los alemanes, donde algunos fueron encarcelados. Andrić se retiró del servicio diplomático, pero se negó a recibir su pensión o cooperar de alguna manera con el gobierno títere que los alemanes habían instalado en Serbia. Se salvó de la cárcel, pero los alemanes lo mantuvieron bajo estrecha vigilancia durante toda la ocupación. Debido a su herencia croata, le habían ofrecido la oportunidad de establecerse en Zagreb, entonces la capital del estado títere fascista conocido como el Estado Independiente de Croacia, pero él se negó. Andrić pasó los siguientes tres años en el apartamento de un amigo en Belgrado en condiciones que algunos biógrafos comparan con un arresto domiciliario. En agosto de 1941, las autoridades títeres emitieron el llamamiento a la nación serbia, instando a los habitantes del país a abstenerse de la rebelión dirigida por los comunistas contra los alemanes; Andrić se negó a proporcionar su firma. Dirigió la mayor parte de sus energías hacia la escritura, y durante este tiempo completó dos de sus novelas más conocidas, Na Drini ćuprija («Un puente sobre el Drina») y Travnička hronika («Crónica de Travnik»).
A finales de la primavera de 1942, Andrić envió un mensaje de simpatía a Draža Mihailović, el líder de los Chetniks monárquicos, uno de los dos movimientos de resistencia que compiten por el poder en la Yugoslavia ocupada por el Eje, mientras que los otros eran los partisanos comunistas de Josip Broz Tito. En 1944, Andrić se vio obligado a abandonar el apartamento de su amigo durante el bombardeo aliado de Belgrado y evacuar la ciudad. Cuando se unió a una columna de refugiados, se avergonzó de estar huyendo solo, en contraste con las masas de personas acompañadas por sus hijos, esposas y padres enfermos. "Me miré de arriba abajo", escribió, "y vi que me estaba salvando solo a mí mismo y a mi abrigo". En los meses siguientes, Andrić se negó a abandonar el apartamento, incluso durante el bombardeo más intenso. En octubre, el Ejército Rojo y los partisanos expulsaron a los alemanes de Belgrado y Tito se proclamó gobernante de Yugoslavia.

## Vida en Yugoslavia

### Carrera política y matrimonio
Andrić inicialmente tuvo una relación precaria con los comunistas porque anteriormente había sido un funcionario en el gobierno realista. Regresó a la vida pública solo cuando los alemanes habían sido expulsados de Belgrado. Na Drini ćuprija se publicó en marzo de 1945. Le siguió Travnička hronika en septiembre y Gospođica («La señorita») en noviembre. Na Drini ćuprija llegó a ser considerada como la obra maestra de Andrić y fue declarada un clásico de la literatura yugoslava por los comunistas. Narra la historia del puente Mehmed Paša Sokolović y la ciudad de Višegrad desde la construcción del puente en el siglo XVI hasta el estallido de la Primera Guerra Mundial. La segunda novela, Travnička hronika, sigue a un diplomático francés en Bosnia durante las Guerras Napoleónicas. El tercero, Gospođica, gira en torno a la vida de una avara mujer de Sarajevo cuyo único interés en la vida es ahorrar dinero. En el período de posguerra, Andrić también publicó varias colecciones de cuentos, algunas memorias de viajes y varios ensayos sobre escritores como Vuk Karadžić, Petar II Petrović-Njegoš y Petar Kočić.
En noviembre de 1946, Andrić fue elegido vicepresidente de la Sociedad para la Cooperación Cultural de Yugoslavia con la Unión Soviética. El mismo mes, fue nombrado presidente de la Unión de Escritores Yugoslavos. Al año siguiente, se convirtió en miembro de la Asamblea Popular de Bosnia y Herzegovina. En 1948, Andrić publicó una colección de cuentos que había escrito durante la guerra. Su trabajo llegó a influir en escritores como Branko Ćopić, Vladan Desnica, Mihailo Lalić y Meša Selimović. En abril de 1950, Andrić se convirtió en diputado en la Asamblea Nacional de Yugoslavia. Fue condecorado por el Presidium de la Asamblea Nacional por sus servicios al pueblo yugoslavo en 1952. En 1953, su carrera como diputado parlamentario llegó a su fin. Al año siguiente, Andrić publicó la novela Prokleta avlija («El lugar maldito»), que habla de la vida en una prisión otomana en Estambul. En diciembre, fue admitido en la Liga de Comunistas de Yugoslavia, el partido gobernante del país. Según Hawkesworth, es poco probable que se uniera al partido por convicción ideológica, sino más bien para "servir a su país lo más posible".
El 27 de septiembre de 1958, Andrić, de 66 años, se casó con Milica Babić, una diseñadora de vestuario en el Teatro Nacional de Serbia, que era casi veinte años menor que él. Anteriormente, había anunciado que era "probablemente mejor" que un escritor nunca se casara. "Fue perseguido perpetuamente por una especie de miedo", recordó un amigo cercano. "Parecía que había nacido asustado, y por eso se casó tan tarde. Simplemente no se atrevió a entrar en esa área de la vida".

### Premio Nobel, reconocimiento y muerte

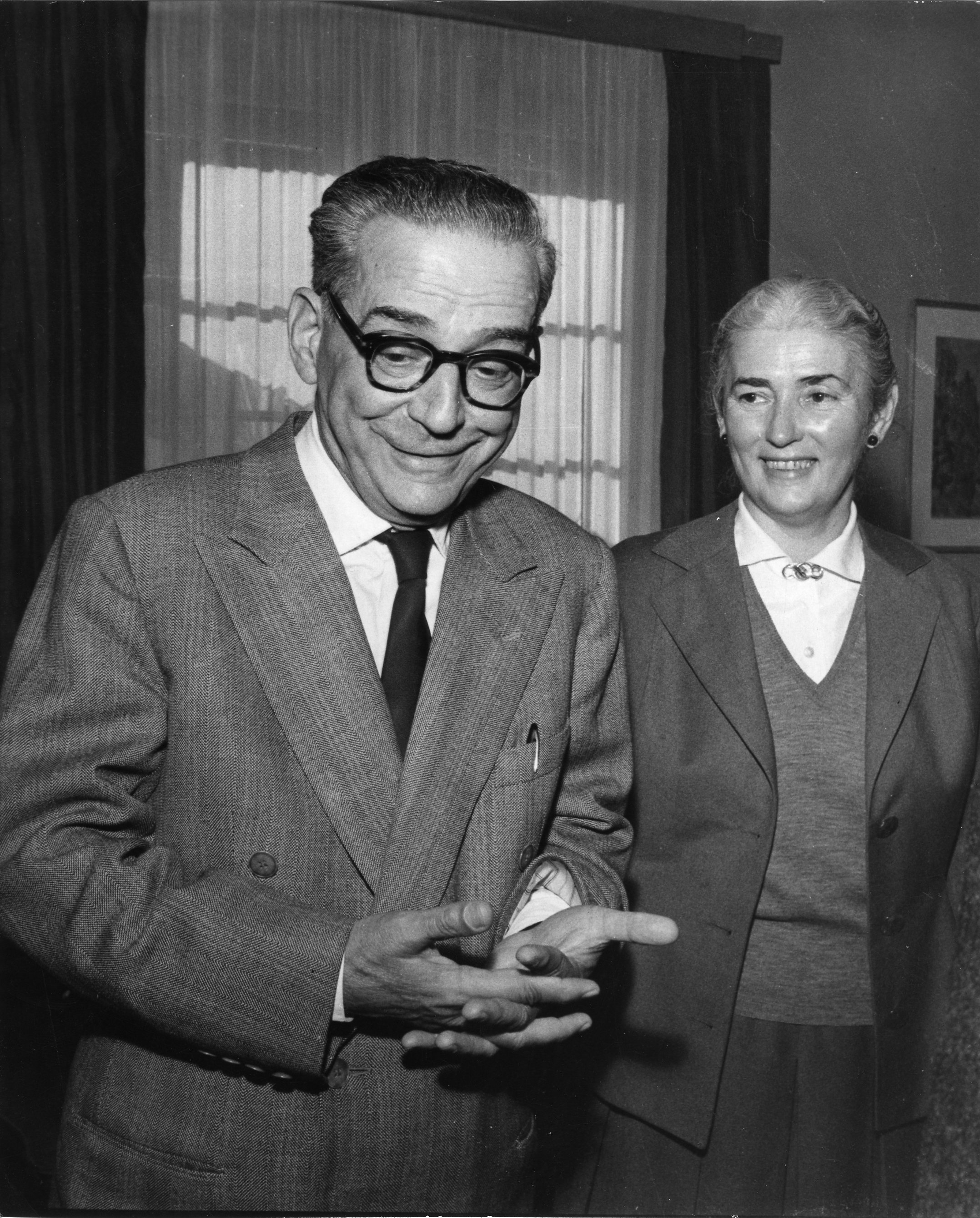
Andrić y su esposa Milica tras conocer que era el ganador del Premio Nobel de Literatura en 1961.

A finales de la década de 1950, las obras de Andrić se habían traducido a varios idiomas. El 26 de octubre de 1961, fue galardonado con el Premio Nobel de Literatura por la Academia Sueca. Los documentos publicados 50 años después revelaron que el Comité del Nobel había seleccionado a Andrić sobre escritores como J.R.R. Tolkien, Robert Frost, John Steinbeck y E.M. Forster. El Comité citó "la fuerza épica con la que ha trazado temas y representado destinos humanos extraídos de la historia de su país". Una vez que se anunció la noticia, el departamento de Andrić en Belgrado fue inundado por periodistas y públicamente agradeció al Comité del Nobel por haberlo elegido como el ganador del premio de ese año.
El Premio Nobel aseguró que Andrić recibió un reconocimiento mundial. En marzo siguiente, cayó enfermo durante un viaje a El Cairo y tuvo que regresar a Belgrado para una operación. Se vio obligado a cancelar todos los eventos promocionales en Europa y América del Norte, pero sus trabajos continuaron siendo reimpresos y traducidos a numerosos idiomas. A juzgar por las cartas que escribió en ese momento, Andrić se sintió agobiado por la atención, pero hizo todo lo posible por no mostrarlo públicamente. Al recibir el Premio Nobel, el número de premios y honores otorgados a él se multiplicó. Recibió la Orden de la República en 1962, así como el Premio 27 de julio de Bosnia-Herzegovina, el Premio AVNOJ en 1967 y la Orden del héroe del trabajo socialista en 1972. Además de ser miembro de las academias de ciencias y artes de Yugoslavia y Serbia, también se convirtió en corresponsal de sus homólogos de Bosnia y Eslovenia, y recibió doctorados honorarios de las universidades de Belgrado, Sarajevo y Cracovia.
La esposa de Andrić murió el 16 de marzo de 1968. Su salud empeoró constantemente y viajó poco en sus últimos años. Continuó escribiendo hasta 1974, cuando su salud empeoró otra vez. En diciembre de 1974, fue ingresado en un hospital de Belgrado. Pronto cayó en coma y murió en la Academia Médica Militar a la 1:15 del 13 de marzo de 1975, a los 82 años. Sus restos fueron incinerados y el 24 de abril, la urna que contenía sus cenizas fue enterrada en el Callejón de Ciudadanos Distinguidos en el nuevo cementerio de Belgrado. La ceremonia contó con la presencia de unos 10 000 belgradenses.

## Influencias, estilo y temas

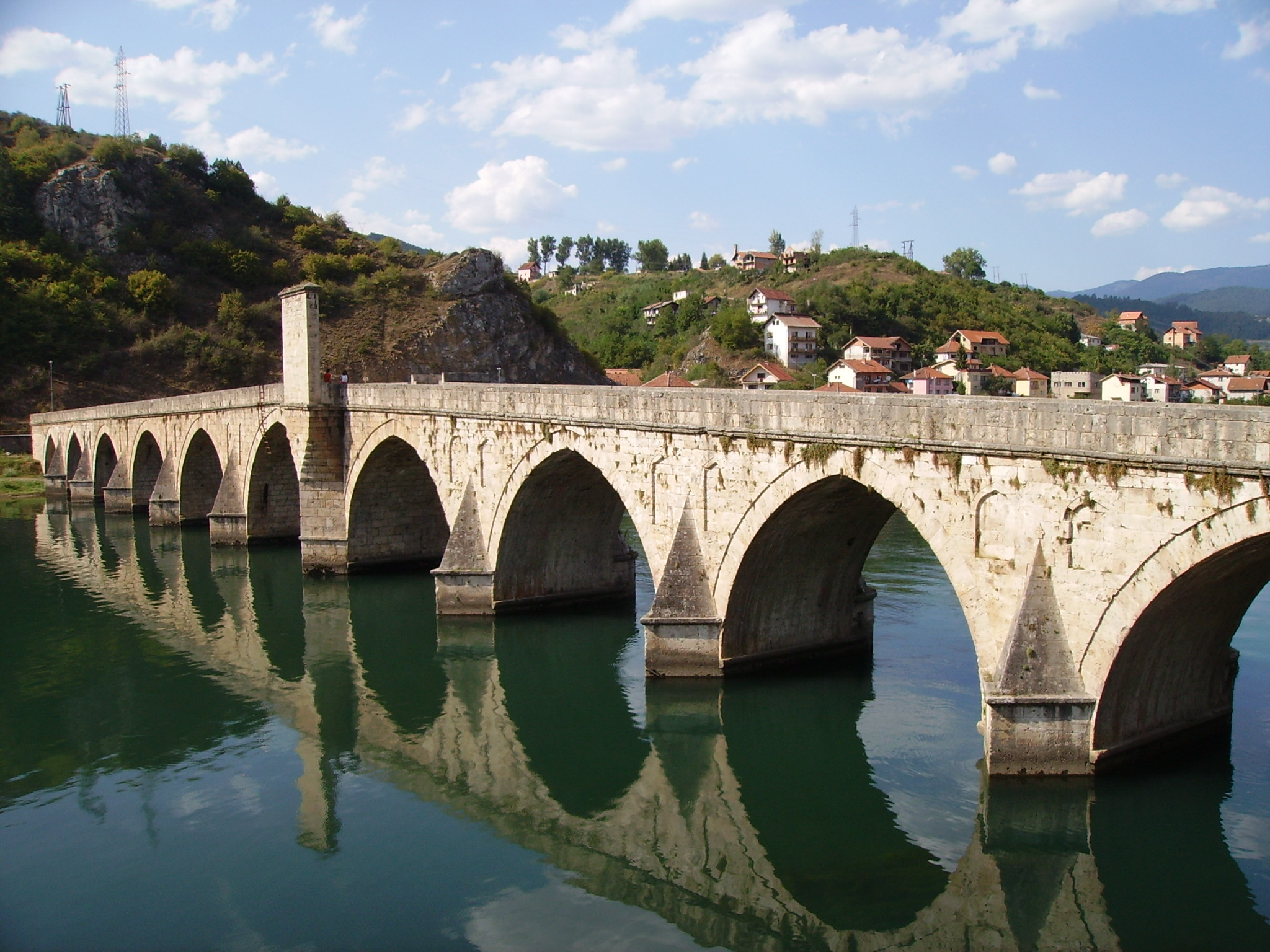
El puente Mehmed Paša Sokolović, el puente homónimo de su novela sobre el Drina.

Andrić fue un ávido lector en su juventud. Los intereses literarios del joven Andrić variaron enormemente, desde los clásicos griegos y latinos hasta las obras de personajes literarios pasados y contemporáneos, incluidos escritores alemanes y austriacos como Johann Wolfgang von Goethe, Heinrich Heine, Friedrich Nietzsche, Franz Kafka, Rainer Maria Rilke y Thomas Mann, los escritores franceses Michel de Montaigne, Blaise Pascal, Gustave Flaubert, Victor Hugo y Guy de Maupassant, y los escritores británicos Thomas Carlyle, Walter Scott y Joseph Conrad. Andrić también leyó las obras del escritor español Miguel de Cervantes, el poeta y filósofo italiano Giacomo Leopardi, el escritor ruso Nikolay Chernyshevsky, el escritor noruego Henrik Ibsen, los escritores estadounidenses Walt Whitman y Henry James, y el filósofo checoslovaco Tomáš Garrigue Masaryk. Andrić era especialmente aficionado a la literatura polaca, y más tarde afirmó que le había influido mucho. Tenía a varios escritores serbios en gran estima, particularmente Karadžić, Njegoš, Kočić y Aleksa Šantić. Andrić también admiró a los poetas eslovenos Fran Levstik, Josip Murn y Oton Župančič, y tradujo algunas de sus obras. Kafka parece haber tenido una influencia significativa en la prosa de Andrić, y su perspectiva filosófica fue informada en gran medida por las obras del filósofo danés Søren Kierkegaard. En un momento de su juventud, Andrić incluso se interesó por la literatura china y japonesa.
Gran parte del trabajo de Andrić se inspiró en las tradiciones y peculiaridades de la vida en Bosnia, y examina la complejidad y los contrastes culturales de los habitantes musulmanes, serbios y croatas de la región. Sus dos novelas más conocidas, Na Drini ćuprija y Travnička hronika, contrastan sutilmente las propensiones "orientales" de la Bosnia otomana a la "atmósfera occidental" introducida por primera vez por los franceses y luego por los austrohúngaros. Sus obras contienen muchas palabras de origen turco, árabe o persa que encontraron su camino en las lenguas de los eslavos del sur durante el dominio otomano. Según Vucinich, Andrić usa estas palabras para "expresar matices y sutilezas orientales que no se pueden interpretar también en su propia lengua serbocroata".
En opinión del historiador literario Nikola Moravčević, la obra de Andrić "con frecuencia revela su profunda tristeza por la miseria y el desperdicio inherente al paso del tiempo". Na Drini ćuprija sigue siendo su novela más famosa y ha recibido el análisis más académico de todas sus obras. La mayoría de los estudiosos han interpretado el puente del mismo nombre como un metónimo para Yugoslavia, que era en sí mismo un puente entre el Este y el Oeste durante la Guerra Fría. En su discurso de aceptación del Premio Nobel, Andrić describió al país como "uno que, a toda velocidad y a costa de grandes sacrificios y prodigiosos esfuerzos, está intentando en todos los campos, incluido el campo de la cultura, compensar esas cosas de que ha sido privado de un pasado singularmente turbulento y hostil". En opinión de Andrić, las posiciones aparentemente conflictivas de los grupos étnicos dispares de Yugoslavia podrían superarse conociendo la historia de cada uno. Supuso que esto ayudaría a las generaciones futuras a evitar los errores del pasado y estaba en línea con su visión cíclica del tiempo. Andrić expresó la esperanza de que estas diferencias puedan superarse y las "historias se desmitifiquen".

## Legado

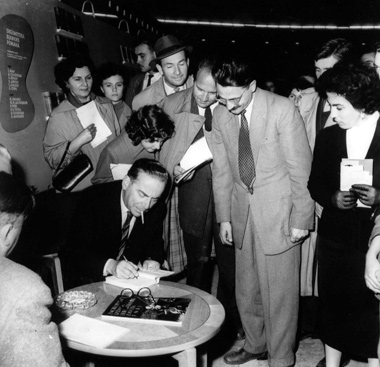
Andrić firmando libros en la Feria del Libro de Belgrado.

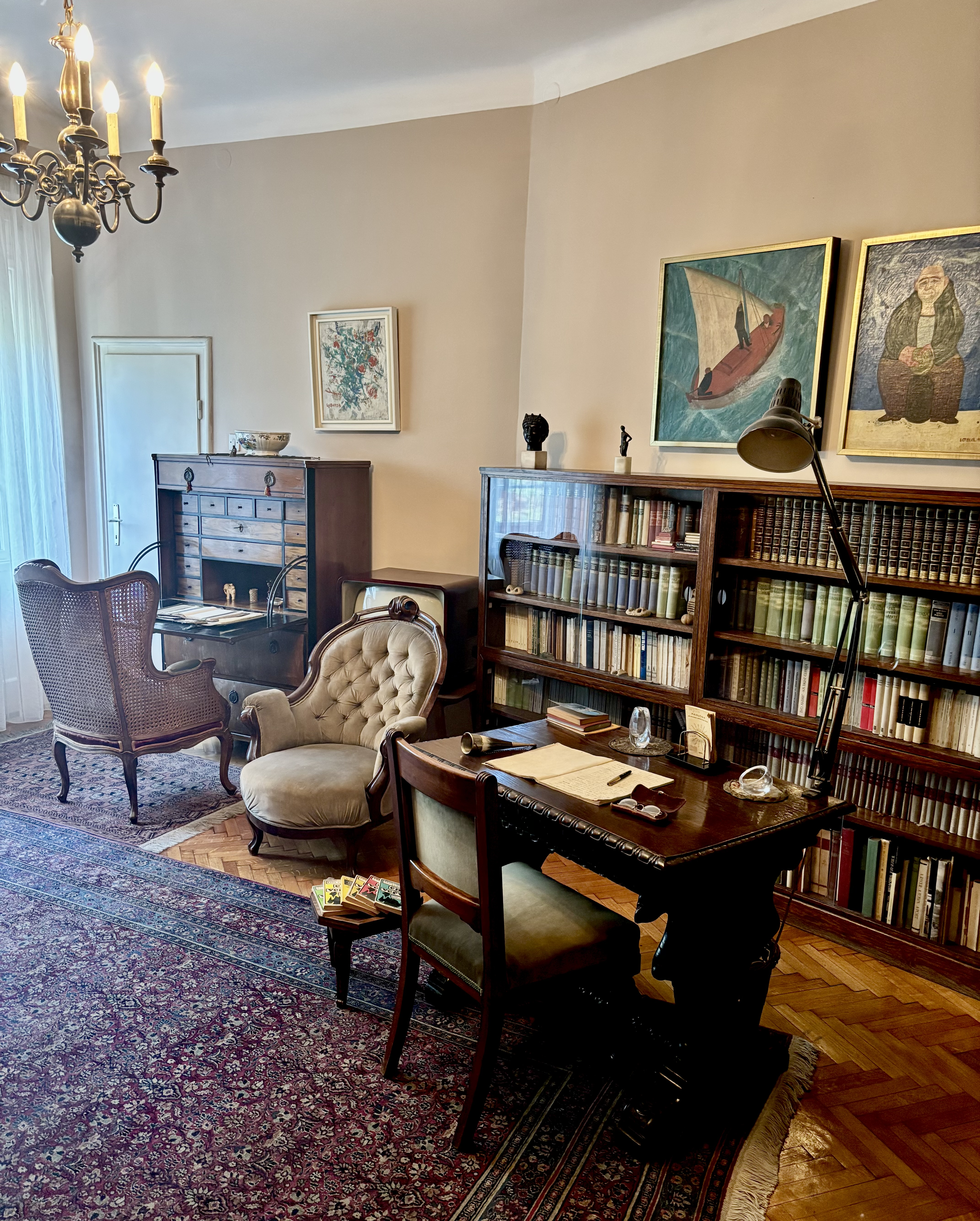
Escritorio y biblioteca personal de Andrić en el apartamento durante vivió sus dos últimas décadas de vida en Belgrado.

Poco antes de su muerte, Andrić declaró que deseaba que todas sus posesiones se conservaran como parte de una dotación que se utilizaría para "fines culturales y humanitarios generales". En marzo de 1976, un comité administrativo decidió que el objetivo de la donación sería promover el estudio de la obra de Andrić, así como el arte y la literatura en general. Desde entonces, la Fundación Ivo Andrić ha organizado varias conferencias internacionales, ha otorgado subvenciones a académicos extranjeros que estudian las obras del escritor y ha ofrecido ayuda financiera para cubrir los costos de publicación de libros relacionados con Andrić. La organización publica un anuario anual, titulado Sveske Zadužbine Ive Andrića («Las revistas de la Fundación Ivo Andrić»). La voluntad y el testamento de Andrić estipularon que se otorgaría un premio anualmente al autor de la mejor colección de cuentos de cada año subsiguiente. La calle que discurre al lado del Palacio Nuevo de Belgrado, ahora sede del presidente de Serbia, fue llamada póstumamente Andrićev venac («El creciente de Andrić») en su honor. Incluye una estatua de tamaño natural del escritor. El piso en el que Andrić pasó sus últimos años se ha convertido en un museo. Abierto más de un año después de la muerte de Andrić, alberga libros, manuscritos, documentos, fotografías y objetos personales. Varias de las otras ciudades importantes de Serbia, como Novi Sad y Kragujevac, tienen calles que llevan el nombre de Andrić. Las calles en una serie de ciudades de Bosnia y Herzegovina, como Sarajevo, Banja Luka, Tuzla y Višegrad, también llevan su nombre.
Andrić sigue siendo el único escritor de la antigua Yugoslavia que ha sido galardonado con el Premio Nobel. Dado su uso del dialecto de ekavio y el hecho de que la mayoría de sus novelas y cuentos fueron escritos en Belgrado, sus obras se han asociado casi exclusivamente con la literatura serbia. El profesor de estudios eslavos Bojan Aleksov caracteriza a Andrić como uno de los dos pilares centrales de la literatura serbia, el otro es Njegoš. "La plasticidad de su narrativa", escribe Moravčević, "la profundidad de su visión psicológica y la universalidad de su simbolismo siguen siendo insuperables en toda la literatura serbia". Debido a su autoidentificación como serbio, muchos en los círculos literarios bosnios y croatas han llegado a "rechazar o limitar la asociación de Andrić con sus literaturas". Tras la desintegración de Yugoslavia a principios de la década de 1990, las obras de Andrić se incluyeron en la lista negra de Croacia bajo la presidencia de Franjo Tuđman. La científica política Sabrina P. Ramet caracteriza a Andrić como un escritor que "perdió el tren chetnik por un margen muy pequeño". Aunque Andrić sigue siendo una figura controvertida en Croacia, el centro literario croata rehabilitó en gran parte sus obras tras la muerte de Tuđman en 1999. Los eruditos bosnios se han opuesto a la representación aparentemente negativa de los personajes musulmanes en las obras de Andrić. Durante la década de 1950, sus detractores bosnios lo acusaron de plagio, de homosexual y de nacionalista serbio. Algunos llegaron tan lejos como para pedir que le quitaran su Premio Nobel. La mayoría de las críticas de Bosnia a sus obras aparecieron en el período inmediatamente anterior a la disolución de Yugoslavia y después de la Guerra de Bosnia. A principios de 1992, un nacionalista bosnio en Višegrad destruyó una estatua de Andrić con un martillo. Veinte años más tarde, en 2012, el cineasta Emir Kusturica y el presidente serbobosnio Milorad Dodik descubrieron otra estatua de Andrić en Višegrad, esta vez como parte de la construcción de una etno-ciudad llamada Andrićgrad, patrocinada por Kusturica y el Gobierno de la República Srpska. Andrićgrad se inauguró oficialmente en junio de 2014, con motivo del centenario del asesinato de Francisco Fernando.

## Obras
- Put Alije Đerzeleza, 1920 (tr. El viaje de Alija Djerlez)
- Na Drini ćuprija, 1945 (tr. Un puente sobre el Drina, Ed. de Bolsillo, 2000; El pont sobre el Drina, Edicions 62, 1999; "A ponte sobre o Drina", Rinoceronte Editora, 2007)
- Gospođica, 1945 (tr. La señorita, Ed. de Bolsillo, 2003)
- Travnička hronika, 1945 (tr. Crónica de Travnik, Ed. de Bolsillo, 2003)
- Priča o vezirovom slonu, 1948 (tr. El elefante del visir, Xordica editorial, 2017)
- Prokleta avlija, 1954 (tr. El lugar maldito, Caralt, 1975)
- Bife Titanic i druge price (tr. Café Titanic y otras historias, El Acantilado, 2008)
- Omer-paša Latas, 1977
- Priča o vezirovom slonu, 1948